# Jean-Claude Bras
Jean-Claude Bras (ur. 15 listopada 1945 w Paryżu) – francuski piłkarz, występujący na pozycji napastnika.
W latach 1969–1970 rozegrał 6 meczów i strzelił 2 gole w reprezentacji Francji.